# Omsorg för alla
Omsorg för alla (Ofa) är ett politiskt parti registrerat för val i Borlänge kommun. 

## Historik
Partiet grundades 2006 av den före detta socialdemokraten Lars-Erik Skoglund, som även var gruppledare för partiet i kommunfullmäktige. I valet 2006 ställde Omsorg för alla även upp i landstingsvalet i Dalarnas län, men tilldelades med 0,70 procent ingen representation i församlingen.
Partiet beslutade att inte ställa upp i valet 2022.

## Valresultat

### Borlänge kommun
| År   | Röster | %      | Mandat  |
| ---- | ------ | ------ | ------- |
| 2006 | 1 177  | 4,19 % | 3 av 61 |
| 2010 | 1 884  | 6,12 % | 4 av 61 |
| 2014 | 1 047  | 3,25 % | 2 av 61 |
| 2018 | 725    | 2,18 % | 1 av 61 |

### Landstinget Dalarna
| År   | Röster | %    | Mandat  |
| ---- | ------ | ---- | ------- |
| 2006 | 1 152  | 0,70 | 0 av 83 |